# Isaak Habrecht (Uhrmacher)

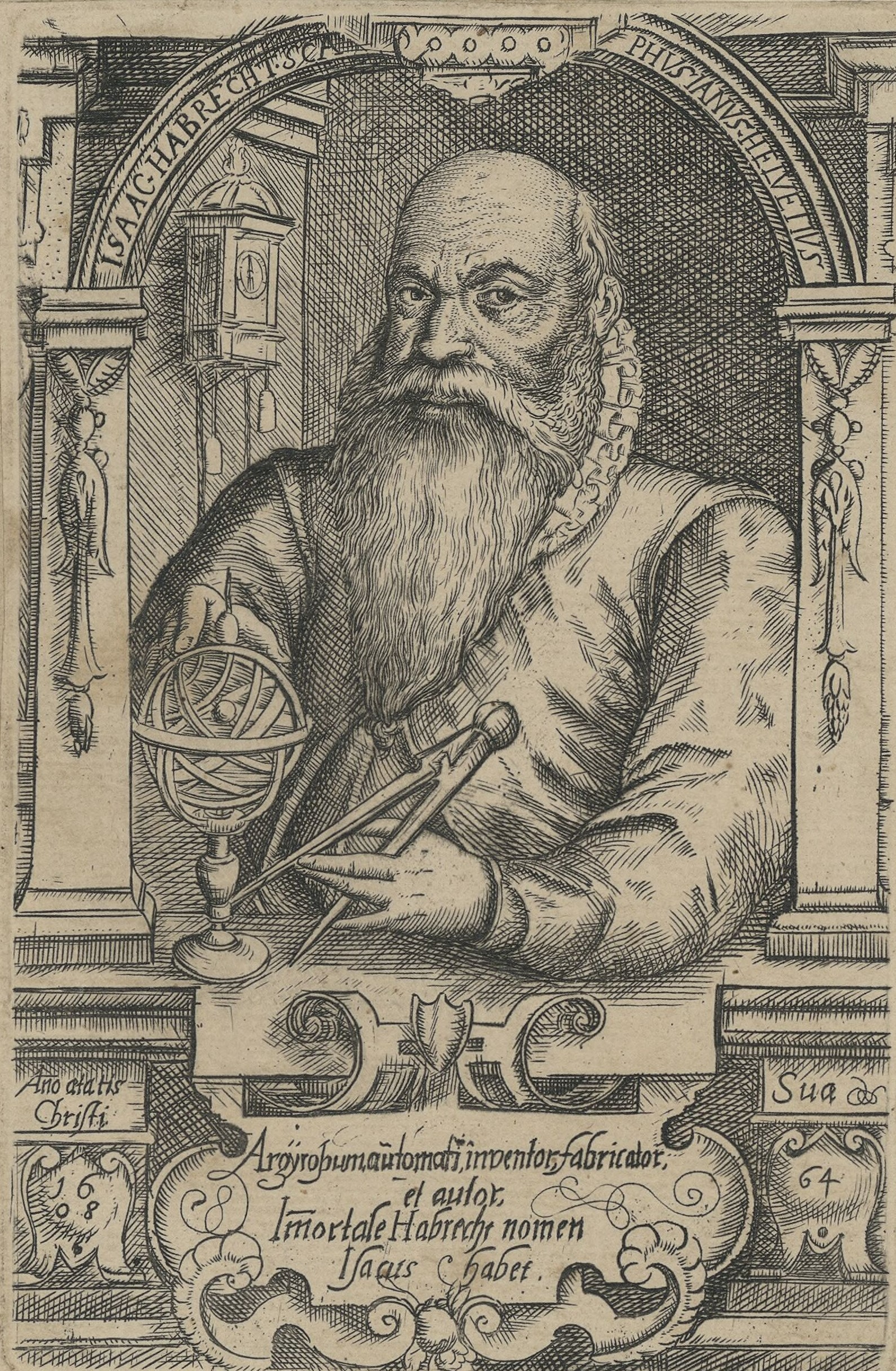
Isaak Habrecht 1608

 Isaak Habrecht (* 23. Februar 1544 in Schaffhausen; † 11. November 1620 in Straßburg) war ein Uhrmacher zur Zeit der Renaissance.
Habrecht entstammt einer Schaffhauser Uhrmacherfamilie, deren Mitglieder hauptsächlich in Straßburg tätig waren. Nach einer Uhrmacherlehre bei seinem Vater Joachim Habrecht folgte auch Isaak zusammen mit seinem Bruder Josias Habrecht 1570 einem Ruf nach Straßburg. Als sein Hauptwerk gilt die im Jahre 1574 fertiggestellte zweite Uhr des Straßburger Münsters. Andere Kunstuhren entstanden in London, Kopenhagen, Braunschweig und Ulm. Mit seinem Gesellen Michael Müller schuf Habrecht um 1579/1580 auch die Kunstuhr am Heilbronner Rathaus.
Eine weitere Zimmeruhr Habrechts der grundsätzlich gleichen Auslegung wie die vermutlich für den Papst Sixtus V. 1589 geschaffene Zimmeruhr, die Octavius S. Morgan 1888 dem Britischen Museum hinterließ, befindet sich im Schloss Rosenborg.

## Uhren

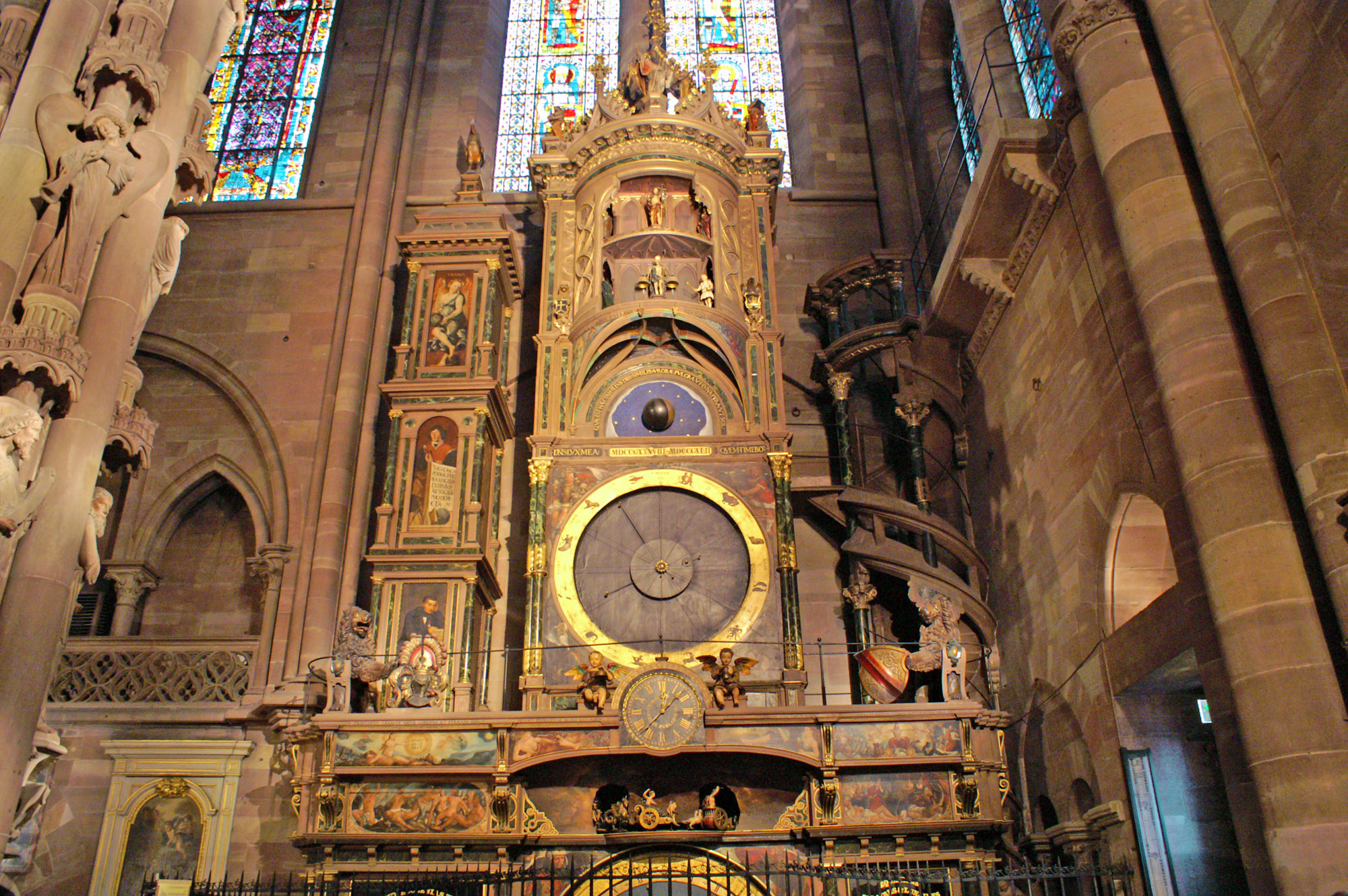
Uhr im Straßburger Münster
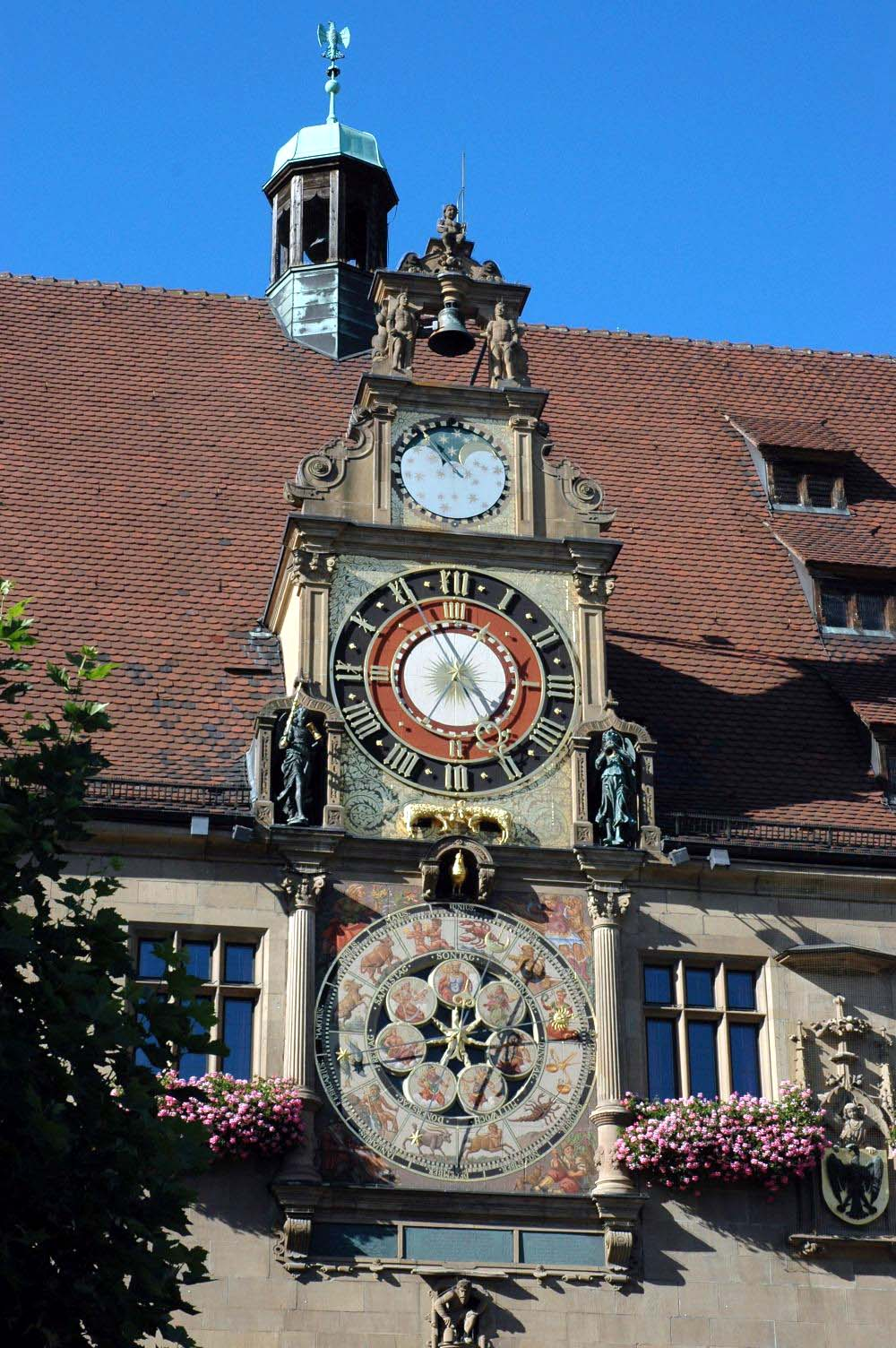
Heilbronn Rathausuhr
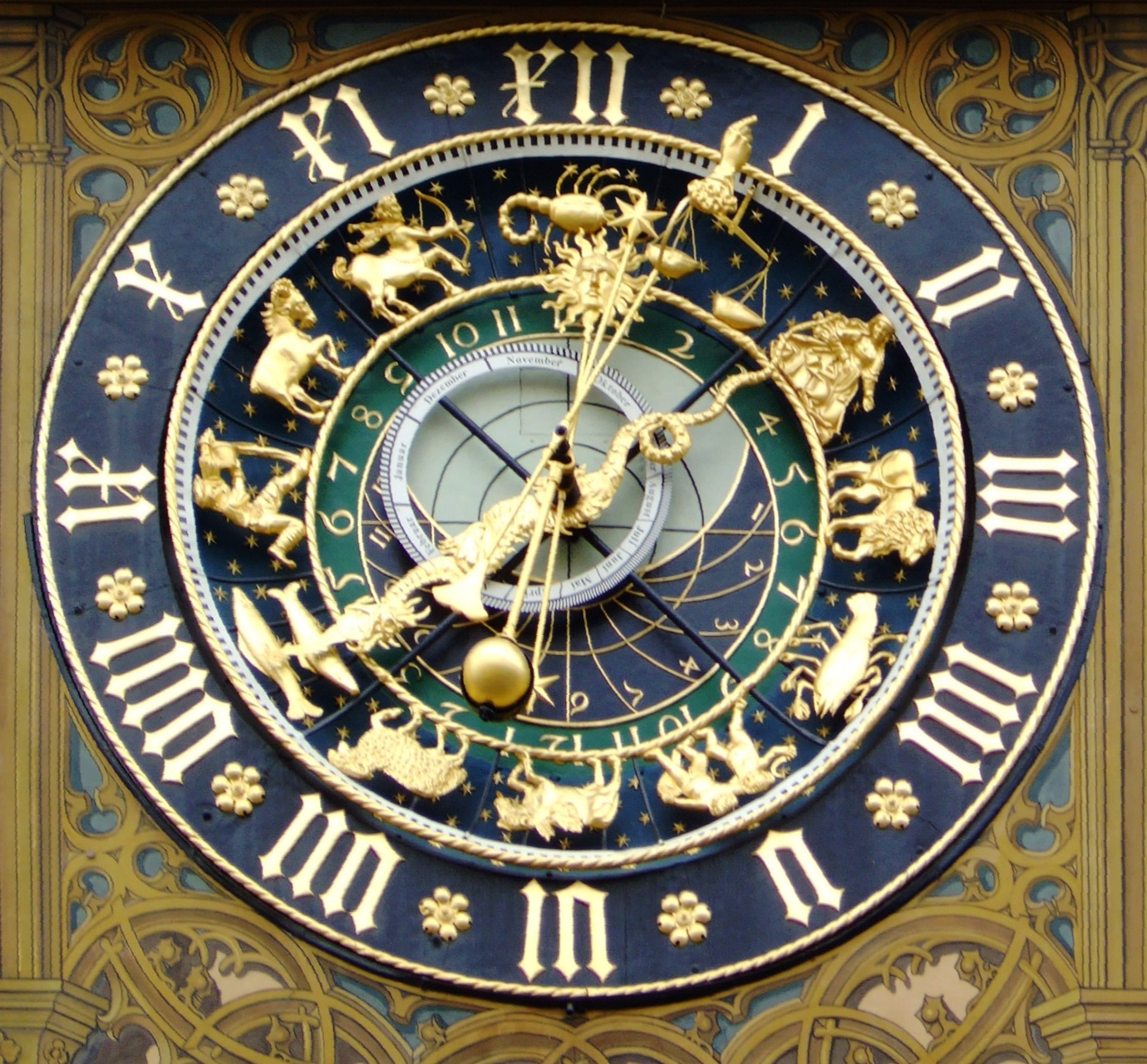
1580 von Isaak Habrecht erneuert: Astronomische Uhr am Rathaus in Ulm
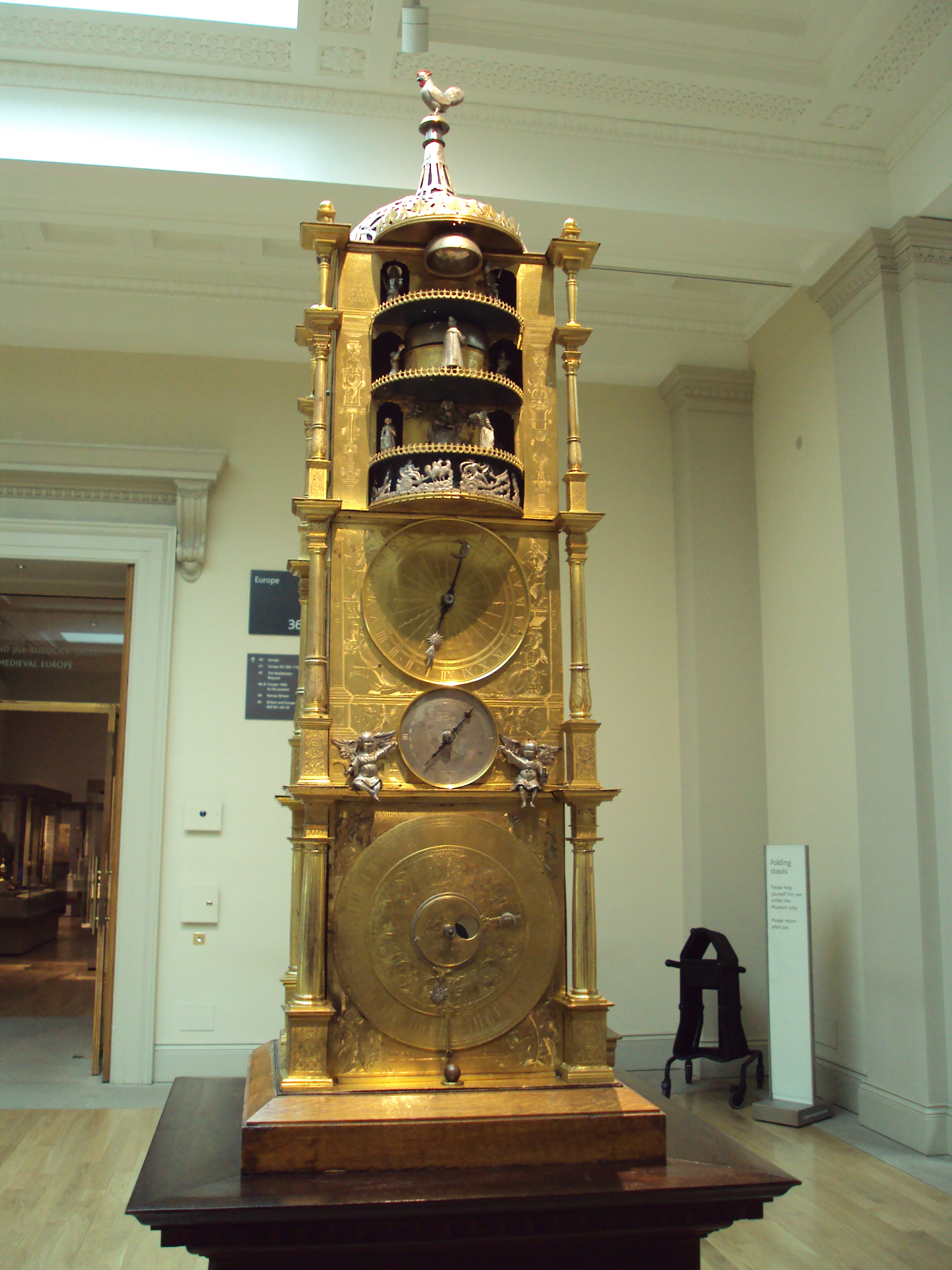
Zimmeruhr mit Automat und Glockenspiel im British Museum
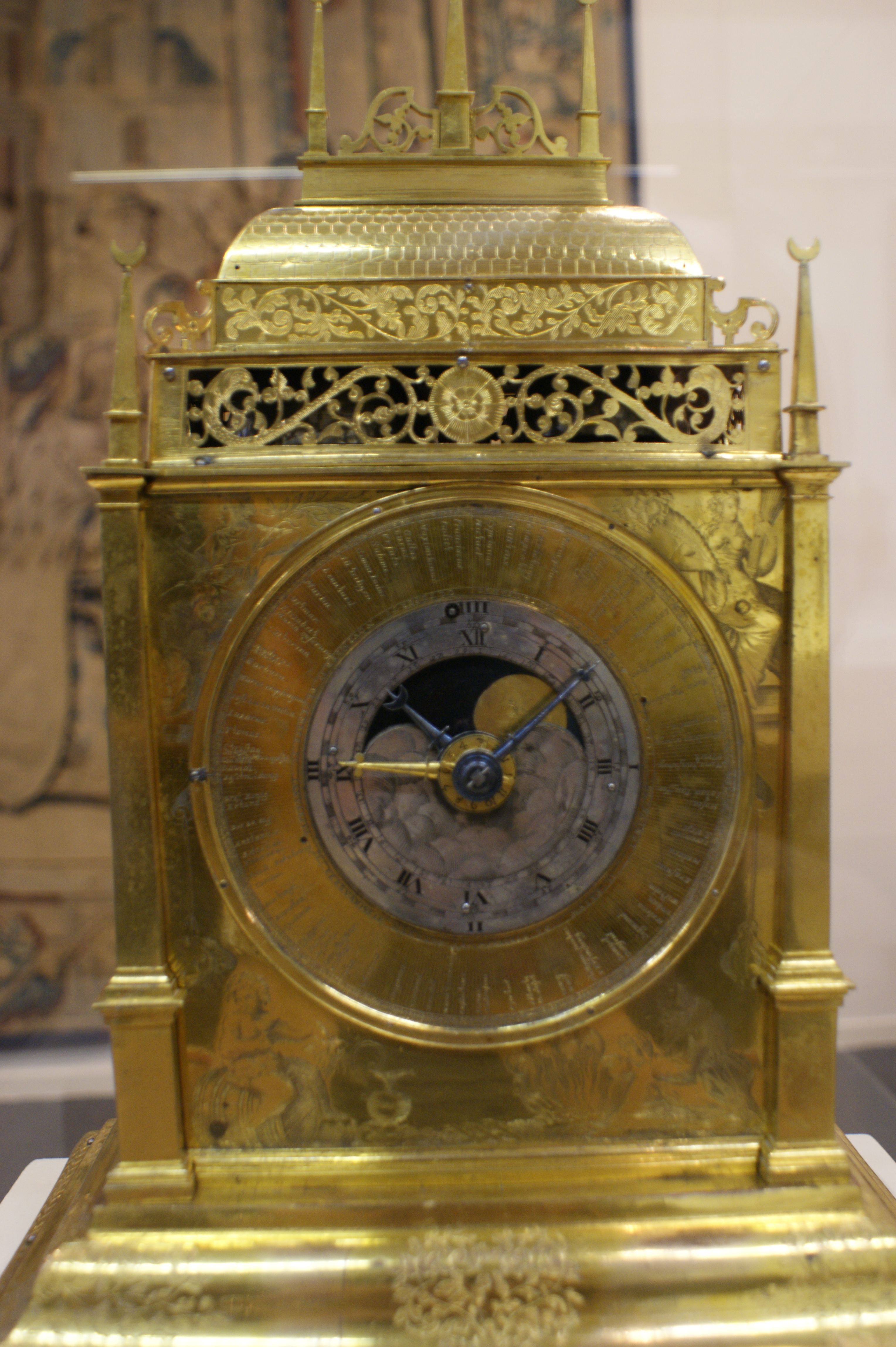
Astronomische Tischuhr im Musée Paul Dupuy
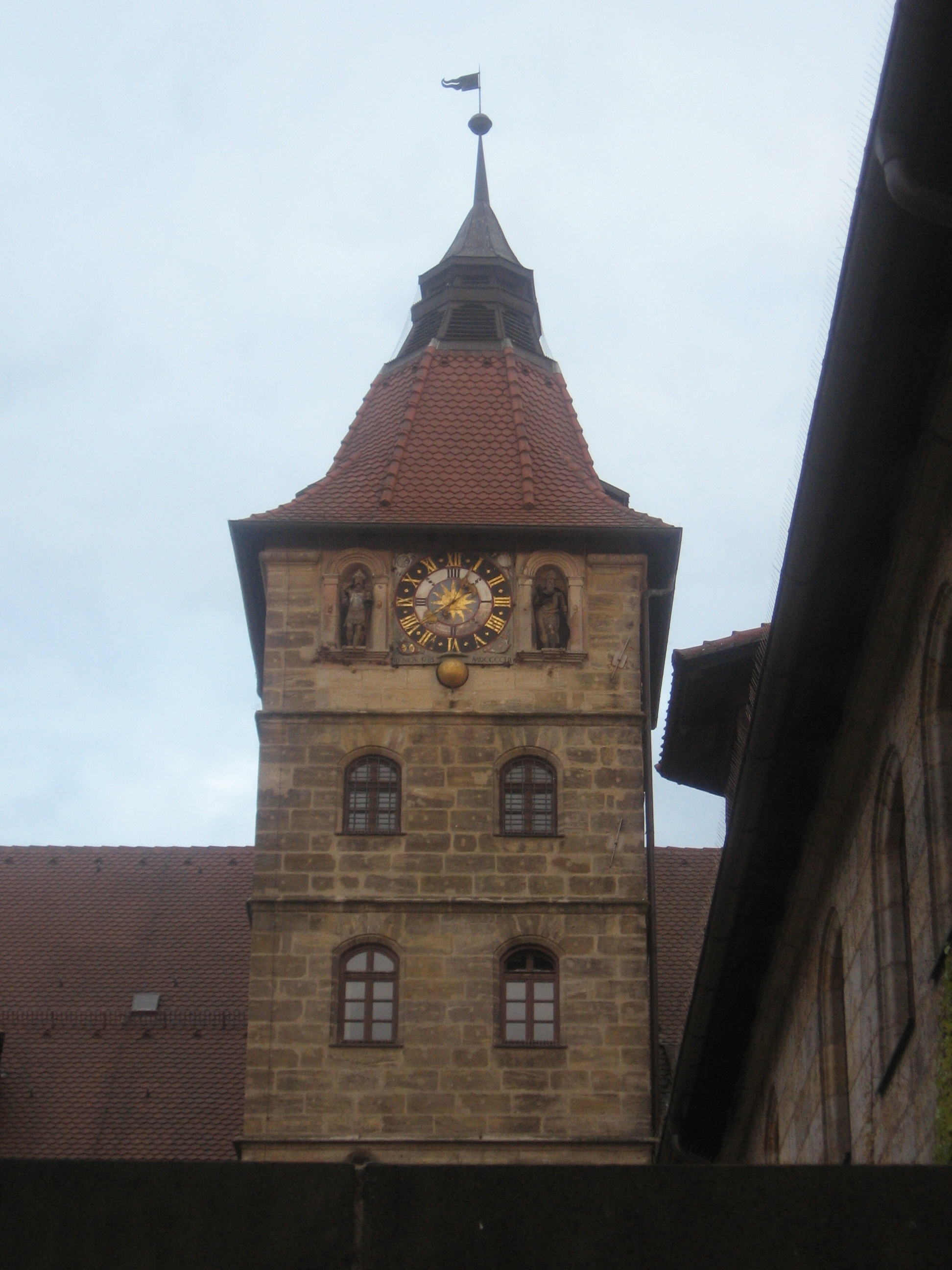
Uhr der alten Universität Altdorf